# جنیسون هیتون
جنیسون هیتون (انگلیسی: Jennison Heaton؛ ۱۶ آوریل ۱۹۰۴ – ۶ اوت ۱۹۷۱) اسکلتون‌سوار و ورزشکار بابسلد اهل ایالات متحده آمریکا بود.
وی در مسابقات کشوری و بین‌المللی در مجموع برندهٔ ۱ مدال طلا، ۱ مدال نقره شده‌است.